# Xenicus longipes
Xenicus longipes là một loài chim đã tuyệt chủng trong họ Acanthisittidae. Đây là loài chim nhỏ và loài chim bay đặc hữu New Zealand. Nó có chiều dài 9 cm và nặng 16g. Nó ăn các loài động không xương sống bắt được trong các bụi cây. Tổ chim gần mặt đất.